# 2017年6月

## 6月1日
- 美國總統唐納·川普宣佈，美國將退出旨在限制全球平均氣溫升幅的《巴黎協議》。[1][2]
- 伊斯蘭國官方新聞部門阿瑪克通訊社的創始者巴拉·卡德克（Baraa Kadek）死於美軍空襲。[3]

## 6月2日
- 位於菲律賓首都馬尼拉機場附近的「馬尼拉雲頂世界（英语：Resorts World Manila）」渡假村遭到槍手闖入襲擊[4]和縱火，造成至少34人喪生[5]。事件發生後，極端組織伊斯蘭國宣稱犯案。[6]

## 6月3日
- 皇家马德里在决赛中以4:1的比分击败尤文图斯，夺得2016–17年歐洲冠軍聯賽冠军。[7]
- 英國倫敦發生兩宗恐怖襲擊，共造成7人喪生，警方擊斃3名施襲者。[8]

## 6月4日
- 2017年柬埔寨乡分区理事会选举進行投票。[9]

## 6月5日
- 卡塔尔遭遇外交危机，沙特、巴林、埃及、阿联酋、也门、利比亚和马尔代夫以该国支持恐怖主义为由，宣布与其断交[10][11][12]。
- 蒙特內哥羅正式成為北大西洋公约组织成員國[13]。

## 6月6日
- 苹果公司在全球开发者大会上发布了iOS 11操作系统[14]。
- 一名男子在澳大利亚墨尔本郊区布莱顿（英语：Brighton, Victoria）枪杀一名男子并胁持一名女性，他最终遭維多利亞州警察击毙。事件被定性为恐怖主义行为。伊斯兰国宣传对袭击负责，但警方声称暗示和该组织有关的证据很少[15][16]。
- 巴黎圣母院附近有男子高喊“这是为了叙利亚”，手持锤子袭击一名警察后，被其他警察击傷和制服[17]。
- 聯軍支持的敘利亞民主力量發起針對伊斯蘭國首都拉卡的軍事行動，並攻進拉卡市區[18]。

## 6月7日
- 伊朗德黑兰伊斯兰议会和霍梅尼陵发生恐怖袭击，造成多人死伤[19]。
- 缅甸一架載有122人的軍用飛機從丹老飛往仰光途中墜毀[20]。

## 6月8日
- 前美國聯邦調查局（FBI）局長詹姆士·柯米赴參議院就俄羅斯干預選舉案作證[21]。
- 2017年英國大選進行投票[22]。

## 6月9日
- 利比亚前領導人穆阿迈尔·卡扎菲的第二子赛义夫·伊斯兰·卡扎菲被囚禁5年多後，獲得民兵組織釋放[23]。

## 6月11日
- 2017年法国立法选举進行首輪投票[24]。
- 波多黎各舉行沒有約束力的公民投票，決定是否成為美國第51州[25]。

## 6月12日
- 伊朗击败乌兹别克斯坦，成为继巴西后，第二支在2018年國際足協世界盃外圍賽中出线的球队[26]。

## 6月13日
- 巴拿马总统胡安·卡洛斯·瓦雷拉宣布与中华民国断交，转而与中华人民共和国建立外交关系[27]。
- 金州勇士主场击败克利夫兰骑士赢得2017年NBA总决赛，凯文·杜兰特荣膺最有价值球员[28]。

## 6月14日
- 英國倫敦西部北肯辛頓區一棟廿餘層高的住宅大樓格倫費爾大廈發生大火，造成至少30人喪生，多人下落不明[29]。
- 美国众议院多數黨黨鞭史蒂夫·斯卡莱斯在弗吉尼亚州亚历山德里亚遭槍擊受傷；疑犯受伤后被捕，最终该名嫌犯不治身亡[30]。

## 6月15日
- 以色列作家大卫·格罗斯曼以《一匹馬走進酒吧》獲得2017年布克國際獎[31]。

## 6月16日
- 量子科学实验卫星墨子號首先成功實現，兩個量子纠缠光子被分发到相距超過1200公里的距離後，仍可繼續保持其量子糾纏的狀態[32]。
- 曾长期担任德国总理的赫尔穆特·科尔因病逝世，享年87岁[33]。

## 6月17日
- 美國海軍驅逐艦菲茨杰拉德号在距離日本橫須賀市西南大約56海里的地方與懸掛菲律賓國旗的貨櫃船ACX Crystal號相撞，造成7名美軍士兵喪生[34]。
- 葡萄牙中部發生山林大火，造成至少64人喪生[35]。

## 6月18日
- 2017年法国立法选举進行次輪投票[36]。
- 美軍戰機首次在敘利亞上空擊落敘利亞政府軍戰機，美方宣稱是保護受美國支持的敘利亞民主力量部隊免受敘政府軍空襲[37]。

## 6月19日
- 被朝鮮囚禁17個月期間陷入昏迷的美國大學生奥托·瓦姆比尔獲釋回國後，因腦部嚴重受損去世[38]。
- 英國脫離歐盟談判在布鲁塞尔正式展開[39]。

## 6月20日
- 在中非共和国布里亞，反巴拉卡與前屬塞雷卡的武裝組織「中非復興人民陣線」爆發武裝衝突，造成近100人喪生[40]。

## 6月21日
- 沙特阿拉伯國王薩勒曼免去侄子穆罕默德·本·納伊夫的王儲之位，改立自己兒子穆罕默德·本·薩勒曼為新任王儲[41]。
- 罗马尼亚议会通過由執政社會民主黨提出，對索林·葛林多努政府的不信任动议[42]。
- 在摩蘇爾戰役瀕臨戰敗的伊斯兰国炸毁摩苏尔著名的努爾大清真寺[43]。

## 6月23日
- 近期與卡塔尔斷絕外交關係的沙特阿拉伯和另外3個中東國家向卡塔爾遞交了要求清單，其中包括關閉半岛电视台[44]。

## 6月24日
- 中國四川省茂县發生山體滑坡，超過100人失踪[45]。

## 6月25日
- 巴基斯坦一輛油罐車在巴哈瓦尔布尔县失事翻側，大批民眾到場收集漏出的燃油，期間突然發生大火，造成至少150人喪生[46]。
- 2017年阿爾巴尼亞議會選舉進行投票[47]。

## 6月26日
- 2017年蒙古國總統選舉進行投票[48]。

## 6月27日
- 2017年蒙古國總統選舉開票結果3名總統候選人中無人獲得絕對多數，將在7月9日舉行決選[49]。
- 2017年Petya网络攻击影響多國的電腦系統[50]。

## 6月29日
- 法国克雷泰伊一清真寺外有男子试图开车撞人[51]。

## 6月30日
- 纽约布朗克斯-黎巴嫩医疗中心（英语：Bronx-Lebanon Hospital Center）前医生在该医院持枪伤人后吞枪自杀，造成1死6伤[52][53][54]。

- 德國聯邦議院以393票同意、226票反對、4票棄權通過同性婚姻法案，德國總理梅克爾投下反對票。德國的同性伴侶之前適用「民事伴侶」制度，但此次修法，讓婚姻在德國是「適用於任何人」（Ehe für alle）的權利。法案下周將被送到德國聯邦參議院，一旦通過，德國將成為歐洲第14個同性婚姻合法的國家。[55][56]